# ريتشارد موت
ريتشارد موت هو ناشط حق المرأة بالتصويت ‏ وسياسي أمريكي، ولد في 21 يوليو 1804 في نيويورك في الولايات المتحدة، وتوفي في 22 يناير 1888 في توليدو في الولايات المتحدة. نشط حزبياً في الحزب الجمهوري والحزب الديمقراطي. وقد انتخب عضو مجلس النواب الأمريكي ‏.